# 1996 NBA Draft
1996 NBA Draft był jubileuszowym – 50 draftem w historii NBA. Odbył się 26 czerwca 1996 w East Rutherford w New Jersey. Uważa się go za jeden z najlepszych draftów w historii (obok tych z lat 1984, czy 2003). Wybrano w nim trzech zdobywców tytułu NBA MVP (Kobe Bryant, Allen Iverson, Steve Nash), siedmiu uczestników NBA All-Star Game, ośmiu wybranych do All-NBA Team i dwóch zdobywców tytułu Obrońcy Roku (Ben Wallace i Marcus Camby).

## Legenda
Pogrubiona czcionka – wybór do All-NBA Team.
|  | - występ w NBA All-Star Game. |

Gwiazdka (*) – członkowie Basketball Hall of Fame.

## Runda pierwsza
| Nr | Zawodnik                 | Narodowość        | Drużyna NBA                                                      | College/Drużyna                 |
| -- | ------------------------ | ----------------- | ---------------------------------------------------------------- | ------------------------------- |
| 1  | Allen Iverson* (G)       | Stany Zjednoczone | Philadelphia 76ers                                               | Georgetown University           |
| 2  | Marcus Camby (C)         | Stany Zjednoczone | Toronto Raptors                                                  | University of Massachusetts     |
| 3  | Shareef Abdur-Rahim (PF) | Stany Zjednoczone | Vancouver Grizzlies                                              | University of California        |
| 4  | Stephon Marbury (PG)     | Stany Zjednoczone | Milwaukee Bucks (sprzedany do Minnesota Timberwolves)            | Georgia Institute of Technology |
| 5  | Ray Allen (SG)           | Stany Zjednoczone | Minnesota Timberwolves (sprzedany do Milwaukee Bucks)            | University of Connecticut       |
| 6  | Antoine Walker (SF)      | Stany Zjednoczone | Boston Celtics (z Dallas Mavericks)                              | University of Kentucky          |
| 7  | Lorenzen Wright (C)      | Stany Zjednoczone | Los Angeles Clippers                                             | University of Memphis           |
| 8  | Kerry Kittles (SG)       | Stany Zjednoczone | New Jersey Nets                                                  | Villanova University            |
| 9  | Samaki Walker (PF)       | Stany Zjednoczone | Dallas Mavericks (z Boston Celtics)                              | University of Louisville        |
| 10 | Erick Dampier (C)        | Stany Zjednoczone | Indiana Pacers (z Denver Nuggets)                                | Mississippi State University    |
| 11 | Todd Fuller (C)          | Stany Zjednoczone | Golden State Warriors (z Golden State Warriors via Orlando Magic | North Carolina State University |
| 12 | Vitaly Potapenko (C)     | Ukraina           | Cleveland Cavaliers (z Washington Bullets)                       | Wright State University         |
| 13 | Kobe Bryant *(SG)        | Stany Zjednoczone | Charlotte Hornets (sprzedany do Los Angeles Lakers)              | Lower Merion High School        |
| 14 | Predrag Stojaković (SF)  |                   | Sacramento Kings                                                 | PAOK Saloniki                   |
| 15 | Steve Nash (PG)          | Kanada            | Phoenix Suns                                                     | Santa Clara University          |
| 16 | Tony Delk (SG)           | Stany Zjednoczone | Charlotte Hornets (z Miami Heat)                                 | University of Kentucky          |
| 17 | Jermaine O’Neal (F/C)    | Stany Zjednoczone | Portland Trail Blazers                                           | Eau Claire High School          |
| 18 | John Wallace (PF)        | Stany Zjednoczone | New York Knicks (z Detroit Pistons                               | University of Syracuse          |
| 19 | Walter McCarty (PF)      | Stany Zjednoczone | New York Knicks (z Atlanta Hawks                                 | University of Kentucky          |
| 20 | Žydrūnas Ilgauskas (C)   | Litwa             | Cleveland Cavaliers                                              | Atletas Kowno                   |
| 21 | Dontae Jones (F)         | Stany Zjednoczone | New York Knicks                                                  | Mississippi State University    |
| 22 | Roy Rogers (PF)          | Stany Zjednoczone | Vancouver Grizzlies (z Houston Rockets)                          | University of Alabama           |
| 23 | Efthimios Rentzias (C)   | Grecja            | Denver Nuggets (z Indiana Pacers)                                | PAOK Saloniki                   |
| 24 | Derek Fisher (PG)        | Stany Zjednoczone | Los Angeles Lakers                                               | University of Arkansas          |
| 25 | Martin Müürsepp (PF)     | Estonia           | Utah Jazz (sprzedany do Miami Heat)                              | Kalev Tallinn                   |
| 26 | Jerome Williams (F)      | Stany Zjednoczone | Detroit Pistons (z San Antonio Spurs)                            | University of Georgetown        |
| 27 | Brian Evans (F)          | Stany Zjednoczone | Orlando Magic                                                    | University of Indiana           |
| 28 | Priest Lauderdale (C)    | Stany Zjednoczone | Atlanta Hawks (from Seattle SuperSonics)                         | Peristeri BC                    |
| 29 | Travis Knight (C)        | Stany Zjednoczone | Chicago Bulls                                                    | University of Connecticut       |

Gracze spoza pierwszej rundy tego draftu, którzy wyróżnili się w czasie gry w NBA to: Ben Wallace (wybrany do All-NBA Team, występ w NBA All-Star Game), Othella Harrington, Moochie Norris, Malik Rose, Shandon Anderson, Chucky Atkins, Adrian Griffin.
Z numerem 53. przez Milwaukee Bucks został wybrany Jeff Nordgaard, obecnie obywatel polski, zaś z numerem 57. Drew Barry (przez Seattle SuperSonics), który także grał w polskiej lidze koszykówki.
W drugiej rundzie Philadelphia 76ers wybrali przyszłych graczy MLB, Marka Hendricksona i Ryana Minora (numery 31. i 32.). Hendrickson rozegrał 114 meczów w NBA i jest jednym z 11 zawodników, którzy występowali w obydwu ligach zawodowych.